# Puya solomonii
Puya solomonii är en gräsväxtart som beskrevs av Ganapathy Subramaniam Varadarajan. Puya solomonii ingår i släktet Puya och familjen Bromeliaceae.
Artens utbredningsområde är Bolivia. Inga underarter finns listade i Catalogue of Life.